# Rimae Bode

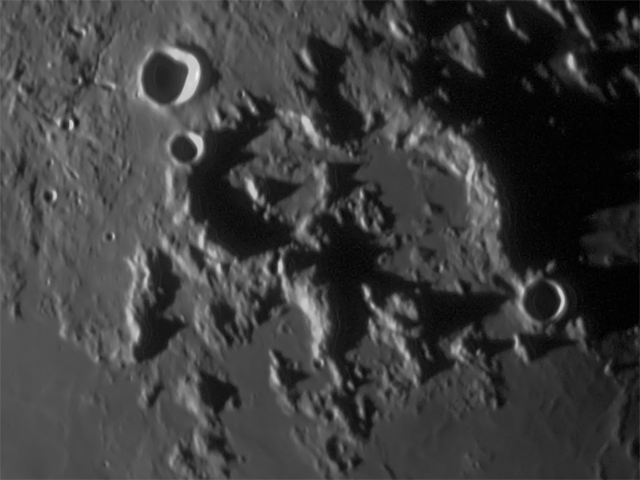
Kráter Bode je ten menší nalevo nahoře, vlevo od něj začíná soustava brázd Rimae Bode.

Rimae Bode je soustava měsíčních brázd nacházející se severozápadně od kráteru Bode (podle něhož získala své jméno) na přivrácené straně Měsíce. Střední selenografické souřadnice jsou 9,5° S, 3,2° Z. Brázdy se stáčí kolem satelitních kráterů Bode B a Bode D.